# Ephippiorhynchus
Ephippiorhynchus è un genere della famiglia dei Ciconiidi. Il nome del genere deriva dal greco antico ephippos, "sella" (letteralmente "cosa posta su un cavallo"), e rhynchus, "becco", e si riferisce allo scudo frontale posto a mo' di sella sul becco di una delle due specie.

## Specie
Comprende due specie:
- Becco a sella asiatico (Ephippiorhynchus asiaticus), dell'Asia tropicale
- Becco a sella africano (Ephippiorhynchus senegalensis), dell'Africa sub-sahariana.

I resti di un loro parente preistorico, Ephippiorhynchus pakistanensis, sono stati ritrovati in depositi del Tardo Miocene del Pakistan. All'incirca nello stesso periodo, un'altra specie ora estinta viveva nell'Africa orientale e centrale.

## Descrizione
I becchi a sella sono uccelli molto grandi, alti più di 140 cm e con un'apertura alare di 230–270 cm. Entrambe le specie sono quasi tutte di colore bianco e nero, con enormi becchi rossi e neri. I sessi sono simili nel piumaggio, ma si differenziano per il colore degli occhi. I membri del genere vengono talvolta detti "jabiru", ma questo nome si riferisce più propriamente a un loro stretto parente dell'America Latina.

## Biologia
Questi grossi uccelli nidificano nelle paludi e in altre zone umide, costruendo un grosso nido sugli alberi. Come quasi tutte le cicogne, volano tenendo il collo disteso e non ripiegato all'indietro come gli aironi; in volo, tengono la testa e il becco rivolti verso il basso e questa particolarità dà loro un aspetto piuttosto insolito. Tranne che per i saluti di richiamo fatti sbattendo il becco, sono uccelli particolarmente silenziosi.
I becchi a sella, come i loro parenti, si nutrono soprattutto di pesci, rane e di granchi, ma anche di giovani uccelli e di altri vertebrati terricoli. Quando sono in cerca di cibo si muovono lentamente e maestosamente, in maniera simile a un grosso airone.
Questi uccelli vengono frequentemente allevati negli zoo, dai quali talvolta fuggono. È stato ipotizzato che proprio tali esemplari siano all'origine della leggenda del Kongamato, una creatura fantastica dall'aspetto simile a quello di uno pterosauro.